# وزارة الأوقاف والشؤون الدينية (فلسطين)
وزارة الأوقاف والشؤون الدينية الفلسطينية هي وزارة فلسطينية انشئت عقب تأسيس السلطة الوطنية الفلسطينية. تتولى الوزارة تنظيم وتوجيه الشؤون الدينية في دولة فلسطين.

## نشأة الوزارة
أنشئت وزارة الأوقاف والشؤون الدينية الفلسطينية عام 1994 في عهد السلطة الوطنية الفلسطينية، بعد صدور مرسوم رئاسي من قبل الرئيس ياسر عرفات يقضي بتأسيسها. وتولى حسن طهبوب الحقيبة الوزارية كأول وزير للوزارة.

## مهام الوزارة
تتولى وزارة الأوقاف والشؤون الدينية الفلسطينية العديد من المهام أهمها رعاية الشؤون الدينية مع الحفاظ على وسطية المنهج، والحفاظ على أملاك الوقف وتنميتها وتطويرها.

## وصلات خارجية
- الموقع الرسمي لوزارة الأوقاف والشؤون الدينية الفلسطينية